# HIAS
HIAS (en inglés: Hebrew Immigrant Aid Society) (en español: Sociedad Hebrea de Ayuda al Inmigrante) es una organización judía estadounidense sin fines de lucro que brinda ayuda humanitaria a los refugiados. Se estableció oficialmente en 1881. En 1909, la Sociedad Judía para la Promoción de los Inmigrantes se fusionó con la Asociación Hebrea de Casas de Refugio. La nueva organización adoptó la abreviatura HIAS. En 1914, las oficinas de HIAS estaban operando en Baltimore, Boston, Filadelfia y Washington D. C..
Aunque HIAS fue establecido inicialmente para ayudar a los refugiados judíos, en 1975 el Departamento de Estado de los Estados Unidos pidió a HIAS que ayudara a reasentar a 3.600 refugiados vietnamitas. Desde entonces, la organización continúa brindando apoyo a los refugiados de todas las nacionalidades, religiones y orígenes étnicos. La organización trabaja con personas cuyas vidas y libertad se cree que están en riesgo debido a la guerra, la persecución o la violencia. 
HIAS tiene oficinas en los Estados Unidos y en América Latina, Europa, África y Oriente Medio. Desde sus inicios, HIAS ha ayudado a reasentar a más de 4,5 millones de personas.
Actualmente, HIAS continúa ayudando a los inmigrantes judíos en todo el mundo. Sin embargo, a medida que el número de refugiados e inmigrantes de origen judío ha disminuido significativamente, la sociedad HIAS asumió la función de ayudar a los refugiados e inmigrantes de cualquier origen, como los refugiados de Irán, facilitando la reunificación familiar y el asentamiento en los Estados Unidos. HIAS también trabaja en el Congreso de los Estados Unidos para defender los intereses de los refugiados e inmigrantes en la toma de decisiones políticas.